# سیارک ۳۲۷۴
سیارک ۳۲۷۴ (به انگلیسی: 3274 Maillen، نامگذاری:1981QO2) سه هزار و دویست و هفتاد و چهارمین سیارک کشف شده‌است که در ۲۳ اوت ۱۹۸۱ کشف شد.
قدر مطلق سیارک برابر ۱۲٫۱۰ است.